# Red Ball Express

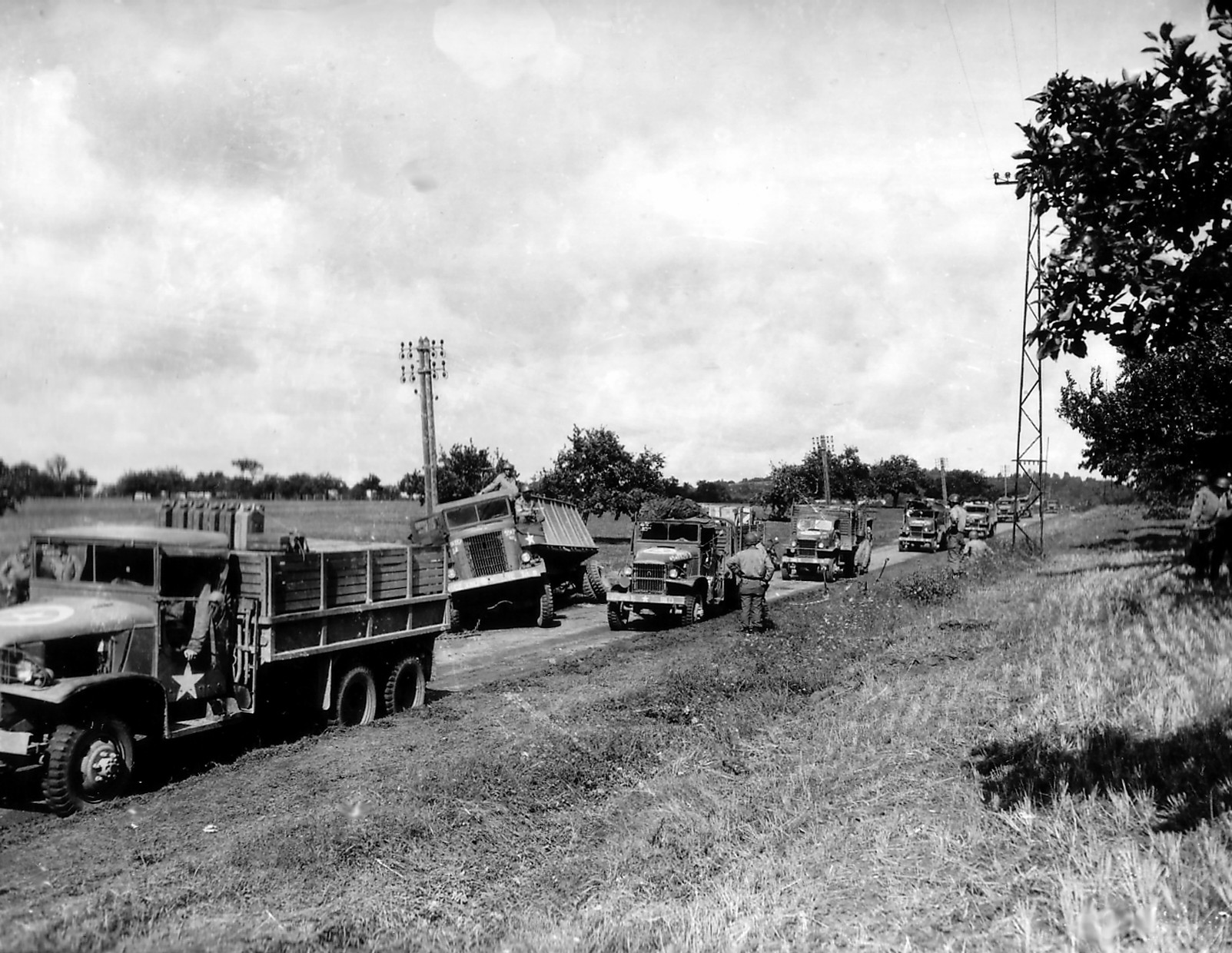
Konvoj Red ball expressu

Red Ball Express byl intenzivní systém nákladních konvojů vytvořený spojenci k neustálé dopravě vojenského materiálu ze skladišť v Normandii k jednotkám u frontové linie, které ke konci září 1944 (kdy byl osvobozen belgický přístav Antverpy) dosahovaly hranic Německa. Od 25. srpna kdy byl systém vytvořen do 16. listopadu 1944, kdy byl ukončen přepravili řidiči Red Ball Expresu 410 000 tun nákladu. Většina řidičů (cca 75 %) byli Afroameričané.
Podle této operace vznikl v roce 1952 film Red Ball Express.